# Joguina malayana
Joguina malayana är en insektsart som beskrevs av Banks 1931. Joguina malayana ingår i släktet Joguina och familjen guldögonsländor. Inga underarter finns listade i Catalogue of Life.